# Haus Karunaratne
Koordinaten: 7° 17′ 17,4″ N, 80° 38′ 17,7″ O
Das Haus Karunaratne (englisch Karunaratne House) ist ein von Minette de Silva entworfener Bungalow in Kandy, der 1947–51 errichtet wurde. Es gilt als das erste Haus, das in Sri Lanka nach Entwürfen einer Architektin gebaut wurde. Das heute leerstehende und von Abriss bedrohte Gebäude ist ein wichtiges Zeugnis des modernen Bauens in Sri Lanka.

## Beschreibung
Nach außen hin ist das Gebäude ein modernes Haus in der Art eines amerikanischen Bungalow. Es ist jedoch hervorragend auf die herrschenden klimatischen Bedingungen und das Gelände abgestimmt und hat eine komplexe innere Struktur, die die Hanglage einbezog. Die Schlafzimmer befinden sich neben dem Eingang, die hauptsächlichen Wohnräume sind im unteren Stockwerk untergebracht und öffnen sich zum Garten hin. Eine lange, geschwungene Treppe verband die Stockwerke miteinander. Das Haus Karunaratne verfügte über einen Midula genannten Innenhof, ein architektonisches Element, das Minette de Silva häufiger verwendete.

## Geschichte
Das Haus Karunaratne war das erste Bauprojekt Minette de Silvas. Der Auftrag kam von Freunden ihrer Eltern, Algy and Letty Karunaratne, die ihr vertrauten und an ihre Fähigkeiten glaubten. Es wurde zwischen 1947 und 1951 errichtet. Der Bau wurde von der Gesellschaft in Kandy mit einem gewissen Misstrauen beobachtet und selbst die Bauherren hegten teilweise Zweifel am Gelingen – unter anderem wegen der hohen Kosten.
Minette de Silva bediente sich moderner Baumaterialien und verwendete klassische Elemente der Moderne, wie etwa Betonsäulen und Glasbausteine und mischte diese mit einfachen vor Ort vorhandenen Baumaterialien wie Ziegel, Schutt und Holz sowie Produkten örtlicher Handwerkskunst. So integrierte sie auch traditionelle Lackarbeiten und die heute als immaterielles Kulturerbe geltenden Dumbara-Webarbeiten. Die Karunaratnes zeigten sich vor allem nach dem Zufügen dieser lokalen Elemente mit dem Bau zufrieden, in Briefen äußerten sie sich sogar begeistert. Ein Enkelkind der Bauherren berichtet von wunderschönen Kindheitserlebnissen in den Räumen, die nach der Farbenlehre Le Corbusiers ausgemalt waren.
Das Haus steht seit einigen Jahren leer und wurde zum Abriss freigegeben, ist Stand 2021 aber noch erhalten.